# Helena Dąbska
Helena Dąbska z domu Murawska (ur. 18 października 1922 w Sztabinie, zm. 9 września 2004 w Warszawie) – polska pedagog i dziennikarka, poseł na Sejm PRL III, IV i V kadencji.

## Życiorys
Córka Antoniego i Zofii. Uzyskała wykształcenie wyższe niepełne, z zawodu pedagog. Była członkinią Naczelnego Komitetu Zjednoczonego Stronnictwa Ludowego oraz redaktorem naczelnym czasopisma „Gospodyni Wiejska”. W 1961, 1965 i 1969 uzyskiwała mandat posła na Sejm PRL kolejno w okręgach Tarnobrzeg (dwukrotnie) i Radzyń Podlaski. Przez trzy kadencje zasiadała w Komisji Zdrowia i Kultury Fizycznej, a w trakcie V kadencji ponadto w Komisji Wymiaru Sprawiedliwości. Wydała Poradnik gospodyni.

## Odznaczenia
- Order Sztandaru Pracy II klasy
- Krzyż Oficerski Orderu Odrodzenia Polski
- Krzyż Kawalerski Orderu Odrodzenia Polski (1955)[3]
- Medal 10-lecia Polski Ludowej (1955)[4]
- Odznaka 1000-lecia Państwa Polskiego (1966)[5]
- Medal „Za zasługi dla ruchu ludowego” (1984)[6]